# Ashutosh Gowariker
Ashutosh Gowariker (Maharashtra, 15 febbraio 1968) è un regista indiano.
Dopo aver fatto l'attore fino al 1991, successivamente è diventato un apprezzato regista, in Italia principalmente noto per il film Lagaan - C'era una volta in India (Lagaan: Once Upon a Time in India) (2001), nominato all'Oscar al miglior film straniero nel 2002.

## Filmografia parziale
- Lagaan - C'era una volta in India (Lagaan: Once Upon a Time in India) (2001)
- Una luce dal passato (Swades)  (2004)
- Jodhaa Akbar (2008)
- Panipat (2019)